# Heteroconger taylori
Espèce
Statut de conservation UICN

 DD  : Données insuffisantes
Heteroconger taylori, communément nommé hétérocongre de Taylor, est une espèce de poisson osseux de petite taille appartenant à la famille des Congridae, natif de la partie centrale du Bassin Indo-Pacifique.

## Description
L'hétérocongre de Taylor est un poisson de petite taille qui peut atteindre une longueur maximale de 48 cm.
Son corps est anguiforme, c'est-à-dire qu'il est long, fin, de section circulaire (20 millimètres en moyenne de diamètre) et possède une tête d'un diamètre identique au corps.
La teinte de fond de son corps est blanche à jaunâtre et ce dernier est couvert d'une multitude de petits points noirs dont la forme des motifs varie d'un individu à l'autre.
En effet, soit la livrée de l'hétérocongre est juste tacheté de points noirs plus ou moins circulaires et relativement grands, soit c'est une composition de motifs circulaires sur la partie ventrale, tête incluse, avec de petits traits noirs irréguliers imbriqués créant ainsi un motif quelque peu labyrinthique. Quels que soient les motifs du corps, la nageoire dorsale est toujours mouchetée de points noirs.

## Distribution & habitat
L'hétérocongre de Taylor est présent dans les eaux tropicales et du centre du Bassin Indo-Pacifique soit une région allant de Bali à la Papouasie-Nouvelle-Guinée.
Il vit exclusivement en colonies réduites ou en solitaire sur les fonds sablonneux à proximité directe d'herbiers de 5 à 15 mètres de profondeur.

## Biologie
L'anguille-jardinière de Taylor se nourrit de zooplancton qu'elle visualise avec ses grands yeux.
En période de reproduction, les anguilles-jardinière rapprochent leurs terriers les uns des autres jusqu'à ce que le contact soit possible. Lorsqu'un mâle a choisi sa femelle, il la défendra ardemment contre tout éventuel nouveau prétendant et ce jusqu'à l'accouplement. Les œufs fertilisés ainsi que les juvéniles ont une période planctonique avant d'atteindre la taille suffisante pour commencer à vivre dans le substrat.